# Bangu
Bangu és un barri de la Zona Oest de Rio de Janeiro.
Es localitza en la Zona Oest del municipi, sent un dels barris més populosos, amb prop de 250.000 habitants el 2011 i distribuïts en una superfície de 4.570,69 ha. Localitzat en el centre geogràfic del municipi, i limita amb els barris de Jacarepaguá, Campo Grande, Santíssimo, Senador Camará, Vila Kennedy, Realengo, Pare Miguel i Gericinó.
El 22 de novembre de 2004 el llavors alcalde de Rio César Maia va crear, per decret, el barri de Gericinó, separant-lo de Bangu, juntament amb la regió on es localitza el Complexo Penitenciârio de Gericinó  (en l'època anomenat "Complexo Presidiário de Bangu"), el Lixão de Bangu i la Serra del Mendanha. El juliol de 2017 va ser sancionada la llei que va oficialitzar el barri de Vila Kennedy, separant de Bangu la zona on es localitza la comunitat de Vila Kennedy.
Important icona del barri és la Fàbrica Bangu, que avui acull les instal·lacions del nou Bangu Shopping, inaugurat el dia 30 d'octubre de 2007. És conegut per ser el barri més distant del mar, i el més calent de la capital fluminenca, amb temperatures que fàcilment sobrepassen els 40 °C durant tot l'any.
Segon el decret llei de 7 de gener de 2010, n° 5.146, Art. 6º, §3º, II., el dia 8 de març de 1673 va quedar instituït com data d'aniversari del barri. 8 de març és una referència a la data d'inauguració de la Fàbrica Bangu, el 1893, i a la fundació de la Hisenda Bangu el 1673.

## Història
L'any 1673, Manuel de Barcelos Domingues, un dels primers pobladors de la ciutat del Rio, va construir una capella particular en la seva Hisenda Bangu, primitivament Engenho de la Serra. Aquella regió era part fins llavors de la freguesia de Campo Grande. El 1740, João Manoel de Melo va rebre per sesmaria la Hisenda del Bangu. El 1743, João Freire Alemany va comprar la hisenda de la vídua de João Manoel de Melo, que va tenir encara com a propietaris Anna Francisca de Castro Viviu i Miranda (1798), Manoel Miguel Martins, el Baró de Itacurussá (1870)
Posteriorment, la Companhia Progresso Industrial do Brasil, va adquirir la propietat d'aquestes hisendes, on va fundar, el 6 de febrer de 1889, la Fàbrica de Teixits Bangu. Quan la compra de la hisenda per la companyia, hi havia en la regió només un carrer, l'Estrada Real de Santa Cruz, que va ser oberta per a permetre la comunicació amb les sesmaries dels Jesuïtes (es va dir originalment camí dels Jesuïtes), que s'estenien pel litoral fins a les proximitats d'Itaguaí. En l'actualitat, es troben en aquest carrer els marcs històrics que servien per a demarcar la distància, en llegües, que l'Emperador Pere I del Brasil recorria per a trobar la seva estimada, la Marquesa de Santos, des que deixava la seva residència, en la Quinta da Boa Vista, fins a arribar a São Paulo. També servien per a parar i descansar després d'hores a cavall.

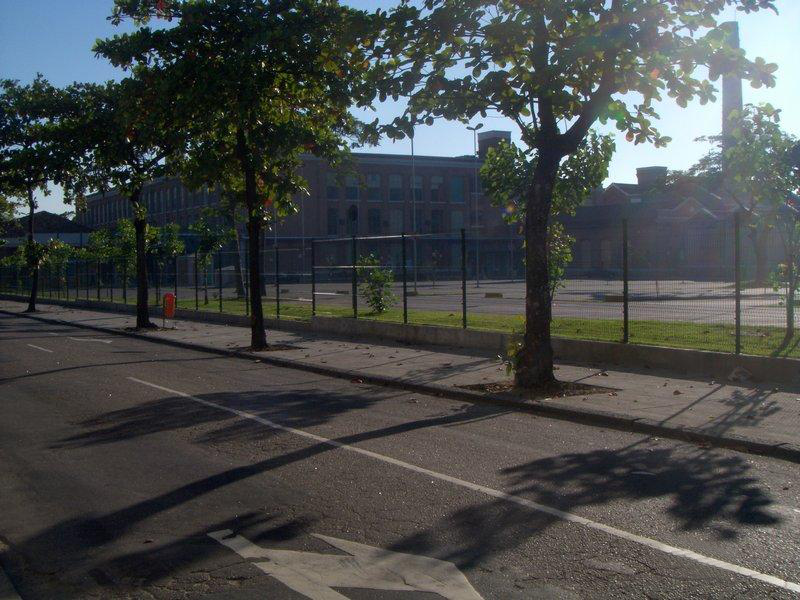
Lateral del Bangu Shopping (Carrer dos Açudes).

El Ramal de Santa Cruz va ser inaugurat el 2 de desembre de 1878 pel Ferrocarril Pedro II, sent les seves primeres estacions, en aquest ordre, Deodoro, Realengo i l'Estació Bangu (1890).
La ferrocarril va ser imprescindible per a intensificació de la urbanització i ocupació de les àrees, no només de Bangu, sinó de les altres àrees de la Zona Oest carioca, una vegada que va fer possible el transport de productes i persones fins a la regió, que fins aleshores es mantenia pràcticament aïllada del centre urbà de la ciutat, tant per la gran distància, com per les barreres físiques naturals trobades (els massissos de la Pedra Blanca i del Gericinó) que dificultaven el recorregut. Amb la inauguració del tren, l'ocupació va ser intensificant-se i nuclis urbans hi van sorgir al voltant, portant també l'establiment de empreses que van tenir actuació decisiva en el procés d'ocupació, expansió i desenvolupament de la regió.
Bangu va créixer amb totes les característiques d'un barri proletari, on els primers patrons van ser els anglesos, sent un barri planejat per a funcionar atenent a la Fàbrica de Teixits Bangu. Tot aquest creixement va afavorir la població una bona qualitat de vida, on la fàbrica finançava per a tots els seus obrers cases construïdes amb materials que en la seva majoria venien d'Europa, com els primers maons massissos, les teules, les fustes de pi de riga de Suècia, etc, mantenint sempre el model de arquitectura anglesa en totes les seves construccions.
El 1891 sorgeix el primer nucli comercial en el "Marc 6", al voltant de l'Estació Guilherme da Silveira amb els comerciants Sabino Moura, Teobaldo Molica i Emílio Pavão. El mateix any, s'acaben les canalitzacions des del Guandu fins a la fàbrica. L'any següent és fundada la Sociedade Musical Progresso de Bangu, el 24 de gener.
El 1893 és iniciada la construcció de Vila Obrera, amb 95 cases en el carrer que seria denominada Carrer Estevão. (actual Avinguda Cônego de Vasconcelos). L'any de 1901, El professor Timóteo Rierol de Andrade crea el primer grup escolar en la seva residència que va ser cridat de Rierol de Andrade. Dos anys després, en 1903, el professor Jacinto Alcides també fa classes en la seva residència en el Carrer del Comerç, que més tard rebrà el seu nom. Encara el mateix any és fundat el Grupo Carnavalesco Flor de Lira.
El 1904, un grup d'obrers anglesos i brasilers va fundar el Bangu Atlético Clube, el 17 d'abril. L'any següent és també fundat, per obrers, l'Esperança Football Club, que va disputar el Campionat Carioca de Futbol de 1924, per la LMDT. El mateix any, va ser també inaugurada per la Fàbrica Bangu una escola per als fills dels obrers denominada President Rodrigues Alves, en 30 de juny, havent estat seu primer director el Professor Jacintho Alcides.
En 2 de febrer de 1907 és fundat el Grêmio Philomático Rui Barbosa, una casa de cultura, amb seu en una casa de la Vila Obrera. S'inaugura l'1 de maig l'edifici que acollirà Sociedade Musical Progresso do Bangu que passa a dir-se Casino Bangu.
El 1908 són creats el Curato de Bangu i la Parróquia de São Sebastião i Santa Cecília. En 1909, el dia 9 de març, va ser creat el Grup Carnavalesco Prazer das Morenas. El 1910 va ser oficialment inaugurada, el 10 de març, l'Església de São Sebastião i Santa Cecília. En la missa inaugural van estar presents el Comendador Costa Pereira, President de la Fàbrica Bangu, i la seva esposa que van donar la imatge de Nossa Senhora, que va ser col·locada en el centre de l'altar. També és inaugurada L'Església Evangélica Brasilera, l'any 1923.
El 1916, a causa de la guerra en Europa sorgeixen algunes dificultats amb la navegació marítima que porta matèria-preval per a la fàbrica.
L'any 1937 és fundat l'escola de samba GRES Units de Bangu. Un any després, arriba a Bangu el president Getúlio Vargas per a inaugurar el Centre de Salut i Hospital Almeida Magalhães per a tractament de tuberculosi, construït en terreny donat per la Fàbrica.